# No-Big-Silence
No-Big-Silence (anteriormente Aggressor) es una banda de rock industrial formada en 1989 en la ciudad de Tallin, Estonia, se reconoce como una de las bandas de música industrial más conocidas en los países bálticos. 
También ha colaborado con bandas como Metro Luminal, Vennaskond, Metsatöll, entre otros.

## Integrantes

### Anteriormente como Aggressor
- Villem Tarvas - vocalista, guitarra (1989 - 1995)
- Marek Piliste - bajo (1989 - 1995)
- Kristo Kotkas - guitarra (1989 - 1995)
- Marko Atso - batería (1989 - 1995)
- Raimo Jussila - bajo (1994 - 1995)

### Actualmente en No-Big-Silence
- Marek Piliste "Cram" - vocalista
- Villem Tarvas "Willem" - bajo, guitarra, vocal de apoyo
- Kristo Kotkas "Kristo K" - guitarra, teclados y sintetizadores
- Rainer Mere - batería

### Exintegrantes
- Marko Atso - batería (1995 - 2000)
- Kristo Rajasaare "Kristo R" - batería (2000 - 2008)
- Raimo Jussila - bajo (1994 - 1996)

## Discografía

### Álbumes de estudio
- 1997: "99"
- 2000: "Successful, Bitch & Beautiful"
- 2006: "War in Wonderland"
- 2009: "Starstealer"

### Compilaciones
- 1997: "Eesti Hit 12"
- 1999: "Uus viis: Esimene hooaeg"
- 2001: "Estonian Unsigned: Young Talents Annually Showcased at "Operation B" Festival"
- 2001: "Metal Rock Cavalcade"
- 2001: "Teistmoodi muusika: Muusika parandab tervist!"
- 2001: "Estonian Pop 2001"
- 2003: "Unreleased"
- 2005: "Suurte Masinate Muusika"
- 2006: "R2 Live"
- 2011: "Tribuut"